# Drosophila matilei
Drosophila matilei este o specie de muște din genul Drosophila, familia Drosophilidae, descrisă de Tsacas în anul 1975.
Este endemică în Camerun. Conform Catalogue of Life specia Drosophila matilei nu are subspecii cunoscute.